# Рузский краеведческий музей
Ру́зский краеве́дческий музе́й — музей Рузского городского округа Московской области, основан в 1906 году и является одним из старейших музеев Московской области.

## История

### Дореволюционный период
1906 — год создания при библиотеке-читальне на средства уездного комитета Попечительства о народной трезвости по инициативе группы учителей и местной интеллигенции музея местного края.

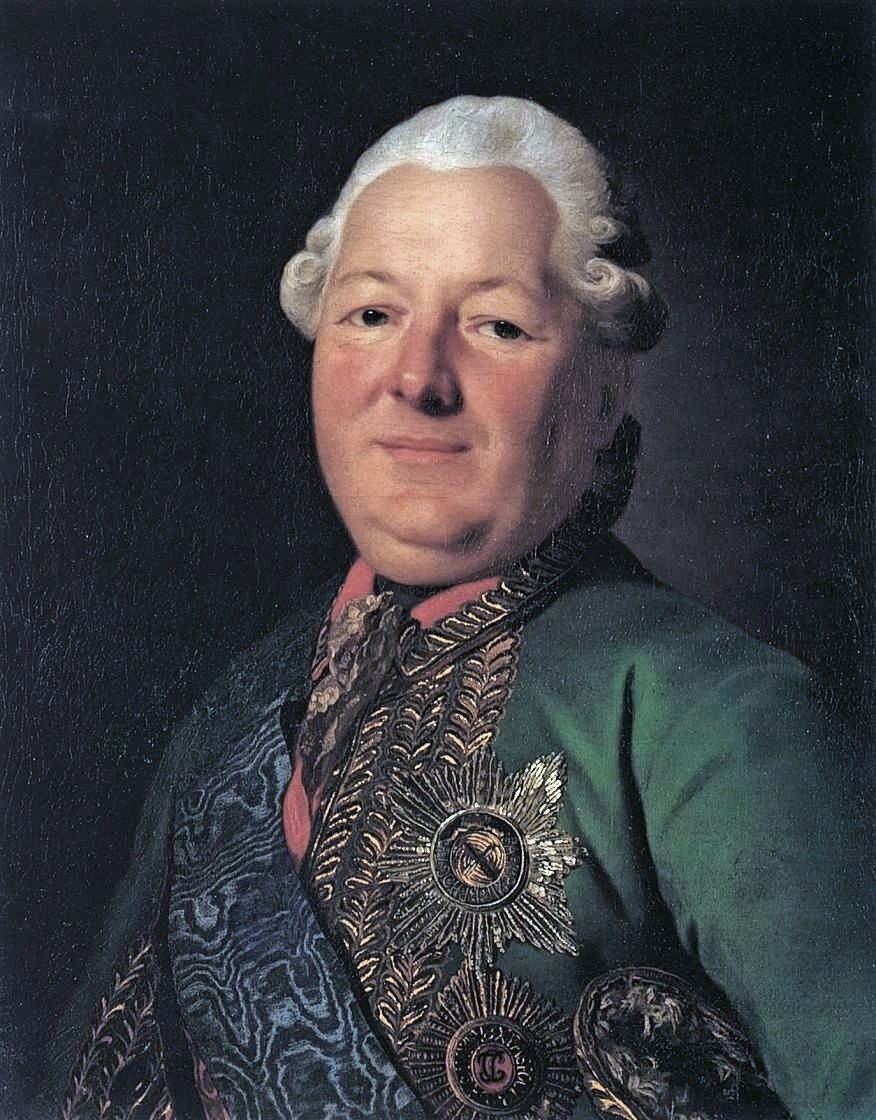
Портрет В. М. Долгорукова-Крымского из усадьбы Волынщино-Полуэктово.
Из коллекции Рузского музея местного края, ныне хранится в Государственной Третьяковской галерее

Цель создания музея — систематизация и научная обработка сведений и археологических находок, которые уже были собраны уездной творческой интеллигенцией, а также привлечение всё большего числа людей к изучению истории родных мест, полезному и интересному досугу.
До революции музей получал большую финансовую поддержку со стороны князей Долгоруковых. В это время была пожертвована коллекция «домашней кунсткамеры» Василия Долгорукого-Крымского, в том числе его трофеи Крымской войны: наградное оружие, палатки из ковров (юрты), конская упряжь. Часть фондов пополнила коллекция из его усадьбы Волынщино-Полуэктово в 1917 году: кубок большого орла, портрет В. Долгорукова и др.
Для организации и дальнейшего пополнения природной экспозиции музей использовал специальные экспедиции, в которых приняли участие местные крестьяне.
Первым директором музея был выбран Николай Елагин, первым научным руководителем — профессор МГУ Николай Зограф, первым хранителем стала Мария Маргорина, а первым оформителем московский художник Сергей Елагин, брат Николая Елагина.
Только наличие преданных делу работников, упорно не оставляющих забот о музее даже в моменты его полного закрытия и снятия с бюджета (с 1925—1926 гг.), а также отзывчивое отношение местных волостных административных органов и общественных организаций дали возможность Рузскому музею сохраниться...Н. С. Елагин, директор музея
В 1909 году музей инициировал курсы и экскурсии для учителей городских и земских школ, выпускники которых могли открыть школьный краеведческий музей. Руководителями курсов и экскурсий были:
- по антропологии, геологии, археологии — профессор Н. Ю. Зограф;
- по зоологии — Н. В. Воронков, ассистент профессора, заведующий биологической станцией на Глубоком озере;
- по геологии и ботанике — К. А. Косовский, действительный член Общества естествоиспытателей.

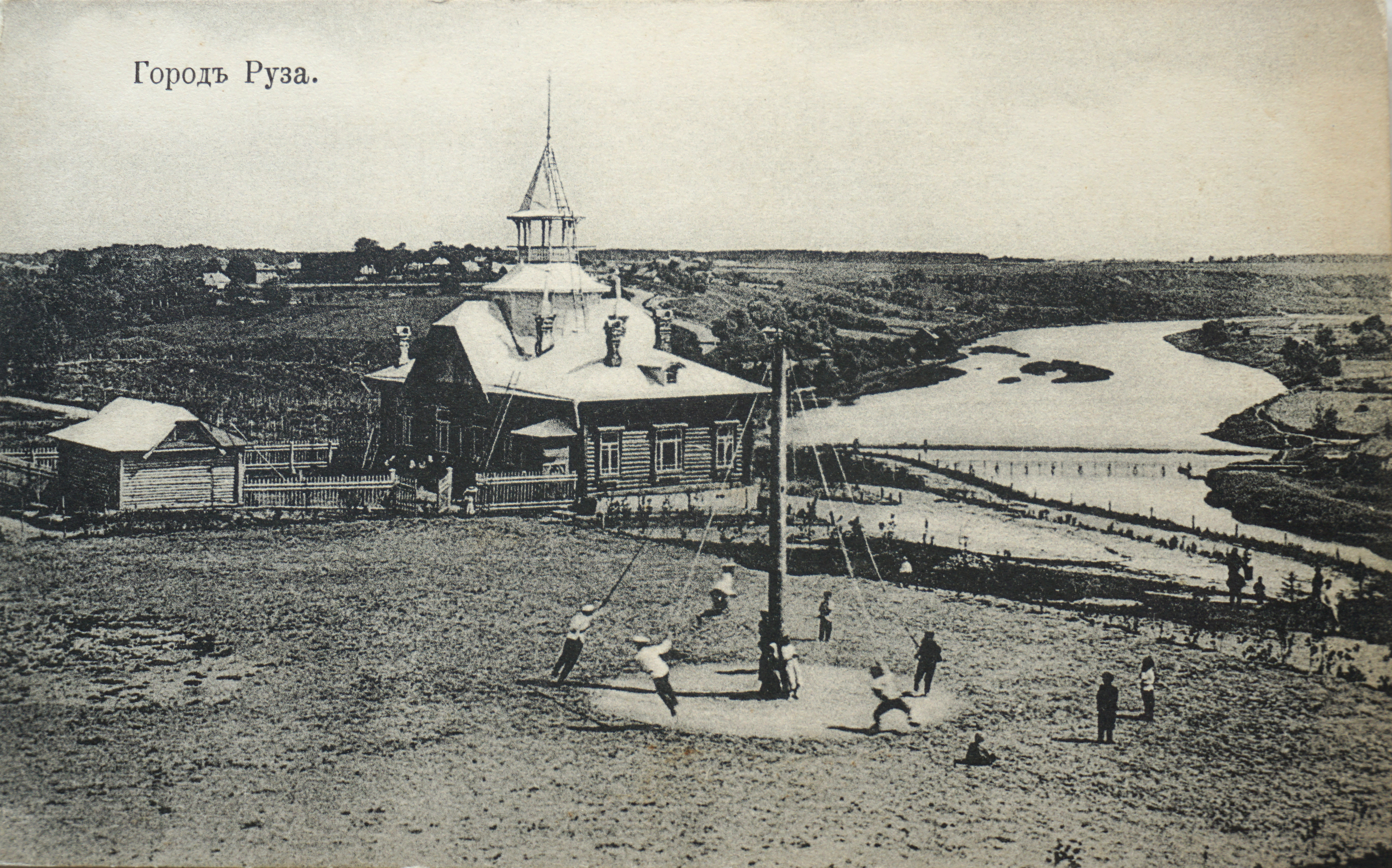
Вид на земскую библиотеку (избу-читальню) с Музеем местного края (здание построено в 1905 году) на берегу реки Руза. На первом плане — гигантские шаги на Городке. Город Руза.
Открытое письмо 1910-х годов. Фототипия Шереръ, Набгольцъ и Кº, Москва. Из коллекции Рузского краеведческого музея

В 1911 при библиотеке-музее появилась «местная этнографическая изба» по рисунку Сергея Сергеевича Елагина, который скомбинировал сохранившиеся к тому времени старинные орнаменты в резьбе и на избах, главным образом из Хотебцовской волости. Местной учительницей Баклановой были собраны все предметы уходящего крестьянского быта. Этнографический материал был полностью утрачен в 1917—1918 гг.

### Между войнами
К 1917 году музей представлял довольно полную и научную картину природы края (в том числе благодаря студентам-ученикам Н. Ю. Зографа), а также богатые археологические, геологические и зоологические отделы. В этом же году музей сильно пострадал из-за увлечения администрацией города созданием театра и во время спешного переезда: по сообщению Н. С. Елагина, «были утеряны почти все паспорта экспонатов — восстановить можно было только некоторые из них по памяти». С 1917 по 1927 год положение музея от цветущего состояния с тремя сотрудниками в штате подходило несколько раз к угрозе закрытия и даже к опасности быть развезённым по различным учреждениям. С 1920 года музей переехал в двухэтажный особняк С. И. Леонтьевой и прожил там до 1930 года.
В 1922 году в музее открывается научно-педагогический кружок, а на следующий год — Дом работников просвещения (один из первых Домпросов в уездах Московской губернии) и краеведческий кружок. В 1925 году музей был снят с местного бюджета (около года) из-за реформы по административному делению и в его здание вновь въехала библиотека. Несмотря на шаткость такого положения, музей вёл активную просветительскую работу. В 1927—1928 годах музей включил в сферу своих интересов народный фольклор, организовывая музыкальные вечера. Проводились собирание материалов, характеризующих экономические и бытовые особенности края, а также фотосъёмки. Музей сотрудничал с общественными и научными учреждениями, например, с Центральным бюро краеведения при обществе изучения Московской губернии, с комиссией по охране памятников старины, искусства и народного быта при ЦРБ в Ленинграде, с музеем Симоновского монастыря, с гидробиологической станцией на озере Глубоком. В эти же годы сотрудники музея проводили ряд ориентировочных исследований и разведок по некоторым организациям и зданиям в Рузе и окрестностях.
К 1928 году музей располагал следующими отделами:
- Культурно-исторический отдел — 204 экспоната (палеонтологические и археологические находки, г. Руза в XVI, XVII и XVIII вв. и дворянский быт).
- Естественно-исторический отдел — 226 экспонатов (геологические коллекции, флора и фауна).
- Общественно-экономический отдел (коллекции местного производства: печные изразцы, черепица и т. д.[12]).
- Фонд.

В 1931 году, при активном участии директора музея Бориса Грузинова было организовано масштабное мероприятие — Рузская районная краеведческая конференция, которая из «пятидневки» превратилась в «месячник» с 20 февраля по 25 марта. В результате было оформлено 15 работоспособных краеведческих низовых ячеек, проведены лекции, беседы, доклады (например, по теме «Как организовать краеведческую работу в колхозе, в области промышленности») с художественной частью. Музей объявляет конкурс на лучшее написание истории своего колхоза, своей местности, повсеместно заводятся дневники-летописи.
С 1930 года музей переезжает вновь на своё прежнее место в отремонтированное здание на «Городке». После того как Б. В. Грузинов был репрессирован в 1937 году, директором становится Мария Ивановна Шелепина.

### Великая Отечественная война
Музей пострадал в Великой Отечественной войне. В ночь с 16 на 17 декабря 1941 года музей был сожжён, а всё что представляло коллекционный интерес, было вывезено нацистами. Погибли все фонды музея с архивом.
Но сразу после освобождения района от немцев в 1942 году экспозицию начали восстанавливать. Для неё выделили две комнатки в Доме пионеров. Собирается обширный материал о войне, берутся на учёт братские могилы и памятные места, организуются работы по фотосъёмке. Повторно возрожденный музей принял первых посетителей 7 декабря 1942 года.
С 1943 года на базе музея открываются кружки, бюро краеведения с секциями: сельскохозяйственная, географическая, ботанико-филологическая, историческая при тесной связи с такими краеведами, как С. А. Карзиным, М. И. Уклонской, М. Ф. Маргориной. А директор М. И. Шелепина становится членом районной чрезвычайной комиссии по выявлению зверств, причинённых фашистскими оккупантами и их пособниками.

### Послевоенный период
В 1946 году силами сотрудников музея организовывается экспедиция по выявлению полезных ископаемых на территории района, необходимым для строек. Собранные сведения использовались в проектировании разработок для строительства Рузской ГЭС, пионерлагерей, домов отдыха, подсобных хозяйств, промышленных объектов.
В 1951 году музей был выселен из Дома пионеров (и это при активном участии музея в воспитании пионеров) с согласия РОНО, его фонды в очередной раз были складированы во временном пристанище в одной из комнат РК ДОСААФ. В это время музей принимает до 1953 года активный краевед Пётр Фёдорович Дужев. Не удаётся даже провести выставки, некоторые из экспонатов гибнут, некоторые списываются по акту или переносятся в научно-вспомогательный фонд. В 1957 году прекратилось финансирование музея, фонды Рузского музея передали в Истринский областной краеведческий музей. Музей гибнет в третий раз, но уже в мирное время. До 1963 года не было попыток воссоздать музей.
Третье рождение музея связано с именем Льва Сергеевича Соколова, который ещё в 1949—1950 годах передал музею свою коллекцию камней, а с 1963 года, будучи руководителем фотокружка Дома пионеров, взял краеведческий уклон и с ребятами начал собирать исторические вещи в качестве «натурного комплекса для фоторабот» (например, каменный топор, древняя керамика), а также провёл с кружковцами экспедицию на древние курганы вятичей. В 1967 году было принято решение о восстановлении музея. Сбор экспонатов начали с самого сначала, на пустом месте. Деревянное здание спроектировал Терентий Михайлович Мишуров вместо согревшего. Строительство началось в 1968 году, в 1971-72 годах музей встретил первых посетителей. В 1973 году открылась выставка «Искусство наших земляков» картин первого директора музея С. С. Елагина. Сын художника передал для неё 20 работ о Рузе и окрестностях.
В этом же году Рузский музей становится общественным филиалом Петрищевского мемориального музея Героя Советского Союза З. А. Космодемьянской, а Л. С. Соколов — его общественным директором. В 1975 году музей открывает свою самостоятельно сделанную экспозицию. К 1989 году Музею стало тесно, поэтому приняли решение передать для Музея отреставрированный памятник города Рузы — Покровской церкви, которое сильно пострадало во время боёв 1941—1942 годов. 3 января 1989 года состоялась торжественная церемония открытия нового здания Музея, он становится государственным с бюджетным финансированием и штатным коллективом.

### Постсоветский период
В 1991 году была открыта новая экспозиция. В августе 2006 года музей вновь сменил адрес и переехал в исторический центр города — в отреставрированный двухэтажный купеческий дом начала XIX века на площади Партизан.
Музей ведёт большую научно-исследовательскую работу, став научно-просветительским и культурным центром.

## Основатели
Среди основателей музея:
- Николай Юрьевич Зограф[19], разработчик первой музейной экспозиции в 1906 году[8];
- Николай Фёдорович Маргорин, член «Краеведческого кружка» при музее, исследователь и автор докладов о границах Рузского уезда в XVIII веке[20];
- братья Сергей Сергеевич и Николай Сергеевич Елагины[7], учителя, которые организовали экскурсию по сбору ботанических, зоологических и археологических коллекций в окрестностях Рузы[8];
- Константин Адамович Космовский, заведующий библиотекой и музеем, разославший воззвание к населению оказать музею посильное содействие[8];
- Борис Владимирович Грузинов, уроженец Рузы, заведующий Можайским музеем. Окончил специальные курсы музейных работников в Москве, в Рузском в музее с 1922 года[11][21].
- Марина Фёдоровна Маргорина (сестра Н. Ф. Маргорина) — делопроизводитель уездного комитета Попечительства о трезвости, первая хранительница музея[8].

## Коллекции
Музей Рузы обладает археологической, естественнонаучной и нумизматической коллекциями. Фонды музея формировались в первоначальный период из естественнонаучной коллекции — образцов минералов и горных пород, окаменелых растений и животных.
В 2007 году музею была подарена коллекция бабочек и жуков, которую собрал энтомолог-любитель Игорь Ребров.
Археологическая коллекция содержит более 200 предметов и рассказывает о деятельности человека на территории Рузского района в древнейшие времена.
В нумизматическом отделе музея — коллекция монет, в которой встречаются и достаточно редкие экспонаты.
В коллекции музея также представлены историко-бытовые предметы — одежда, посуда, украшения, орудия труда, музыкальные инструменты. В музее можно увидеть и предметы прикладного искусства, иконы, книги, оружие, живопись, графику, скульптуру, фотографии и почтовые открытки. В музее хранится Библия конца XVII века, офицерская сабля начала XIX века, пулемёт «Максим» образца 1910 года.

## Экспозиция

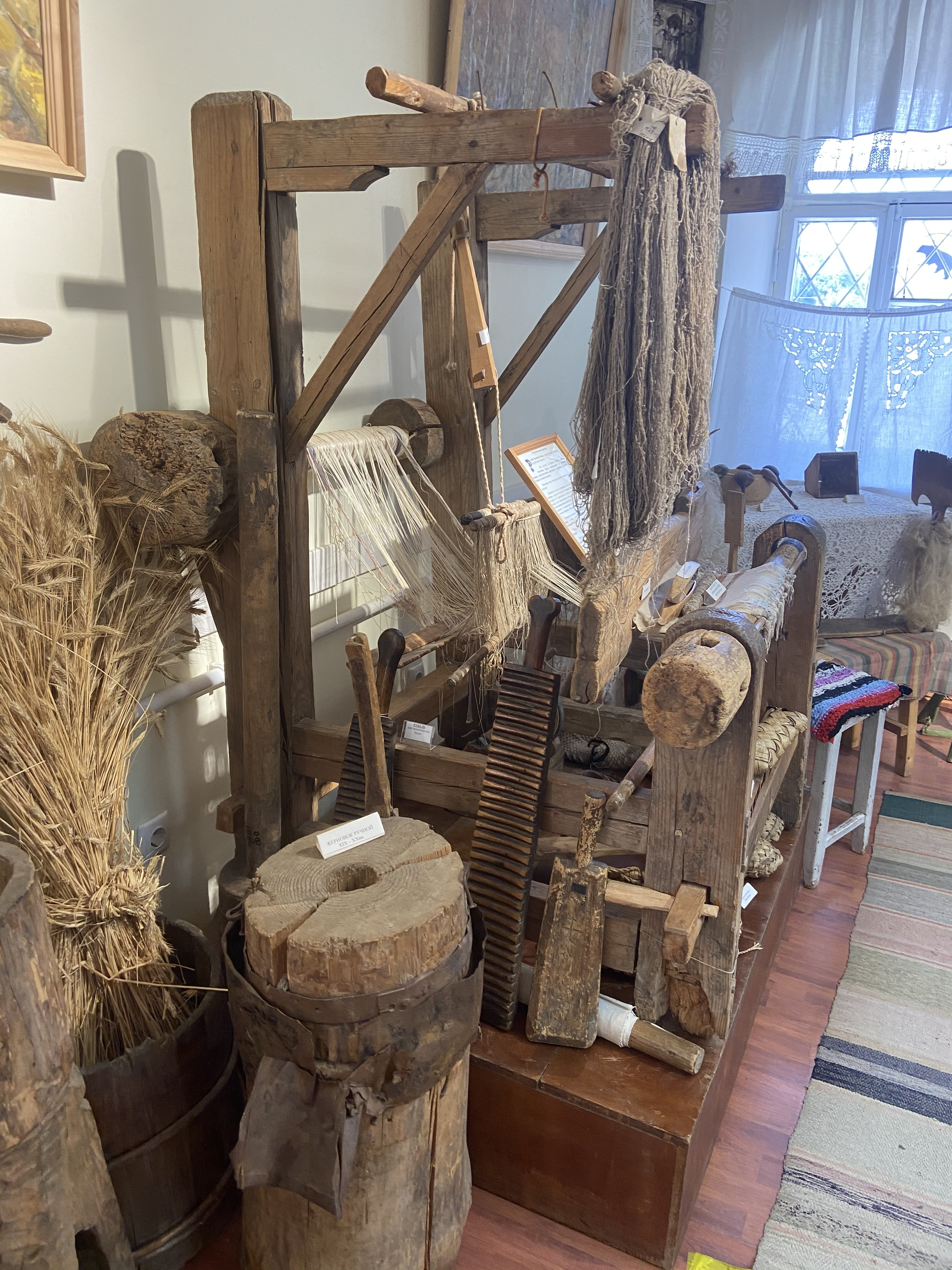
Ткацкий станок.
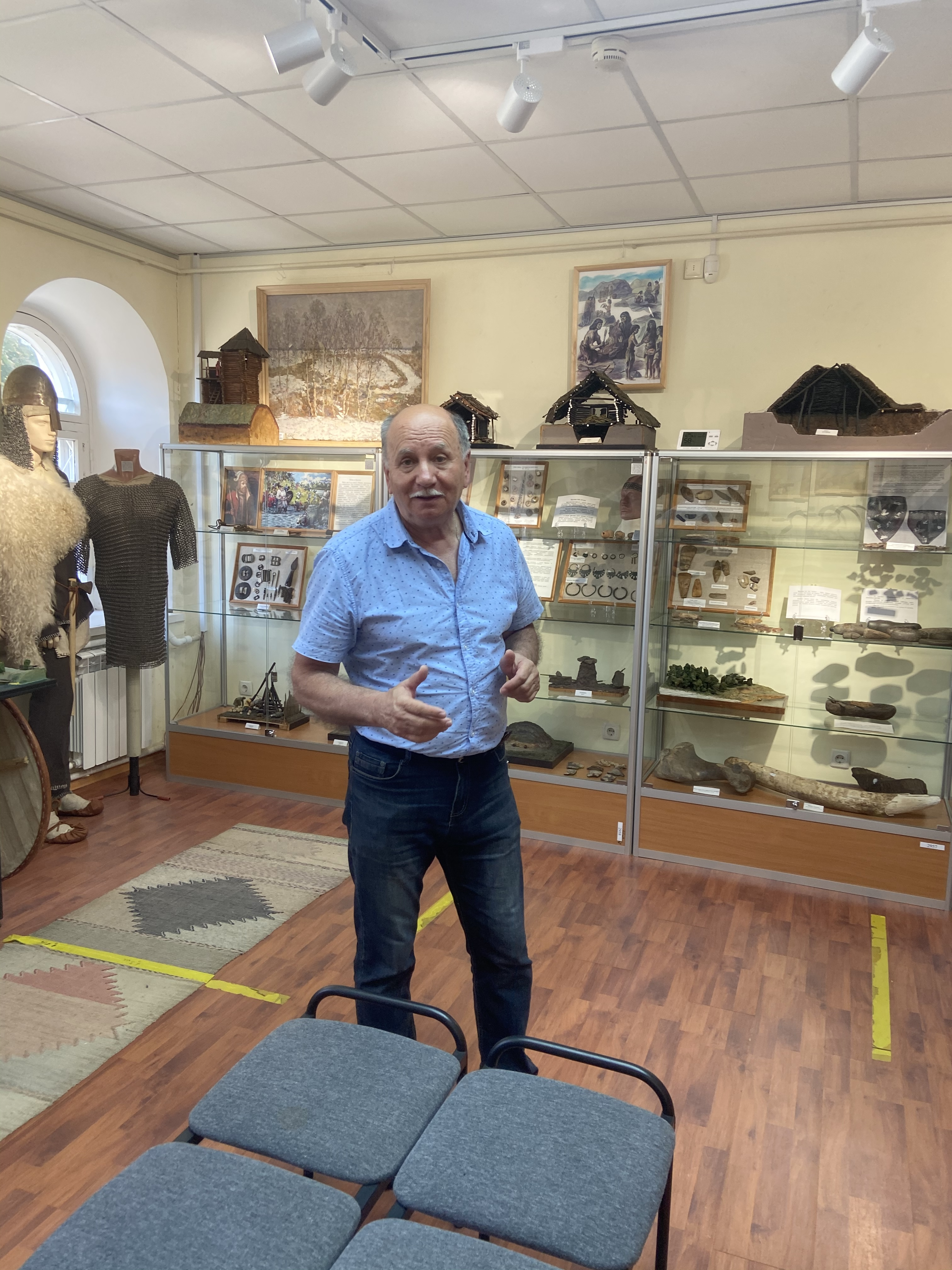
Экскурсию ведёт научный сотрудник музея Геннадий Викторович Нокель.
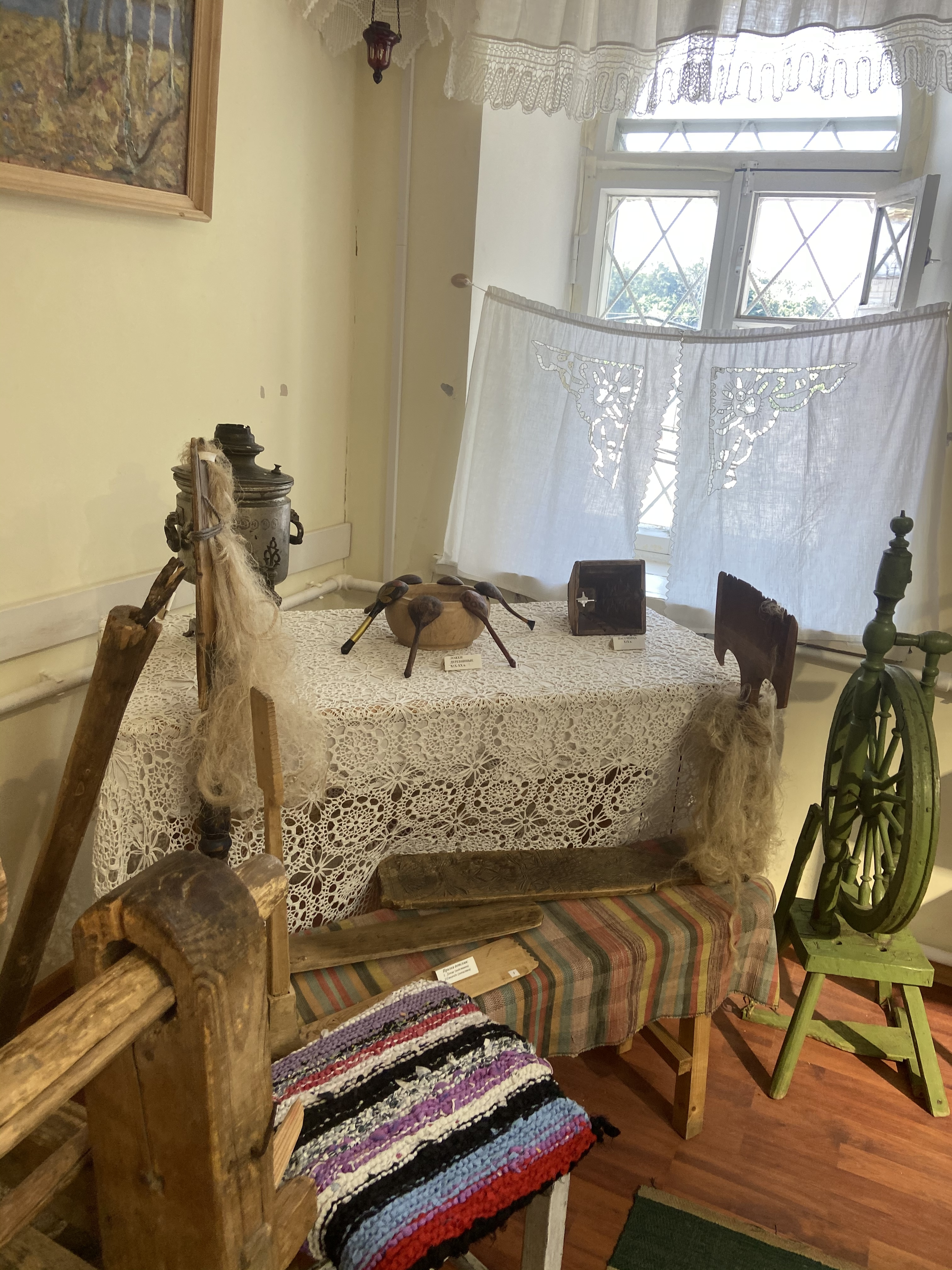
Уголок крестьянского быта.
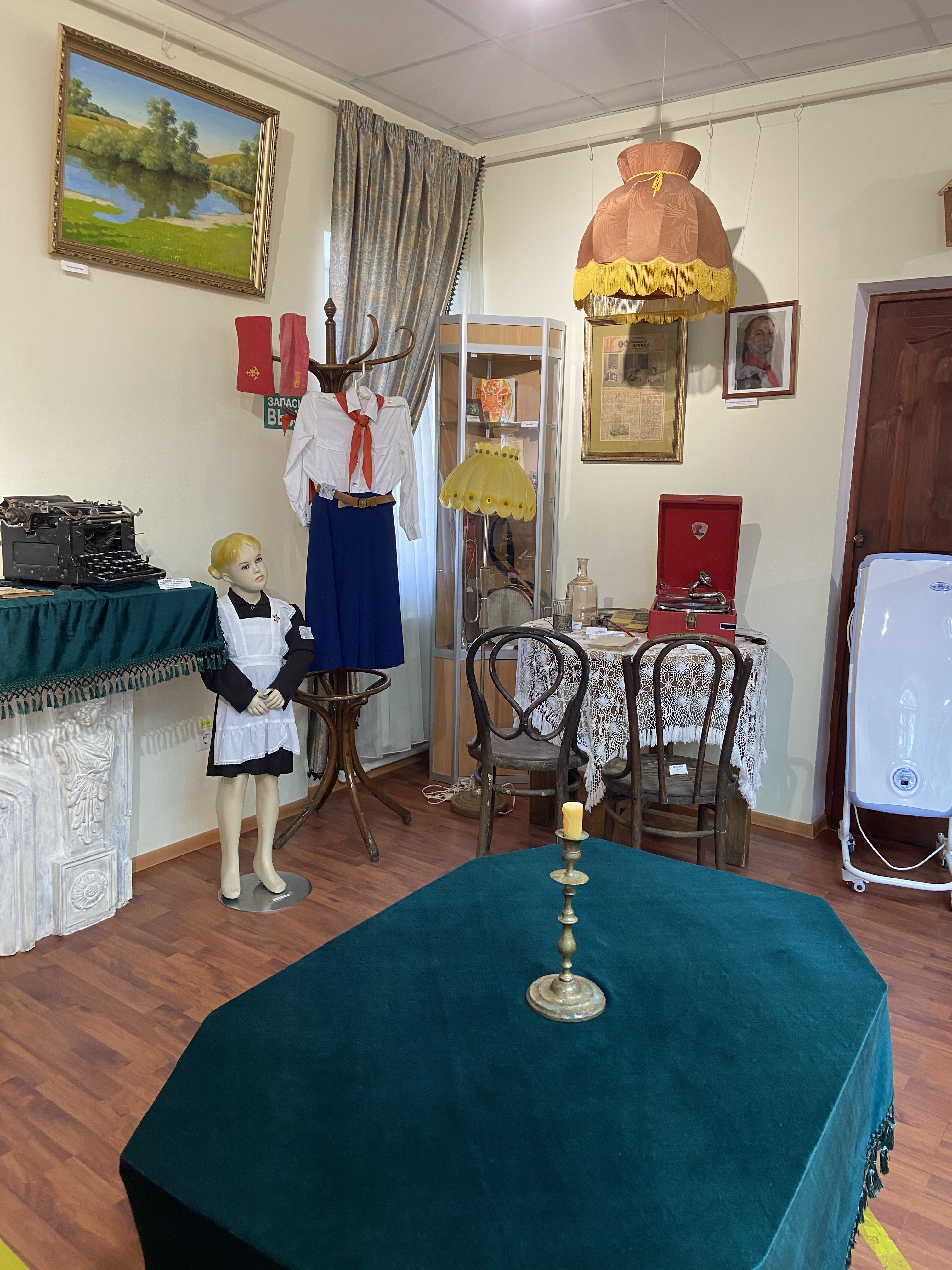
Школьная форма, уголок советского быта.
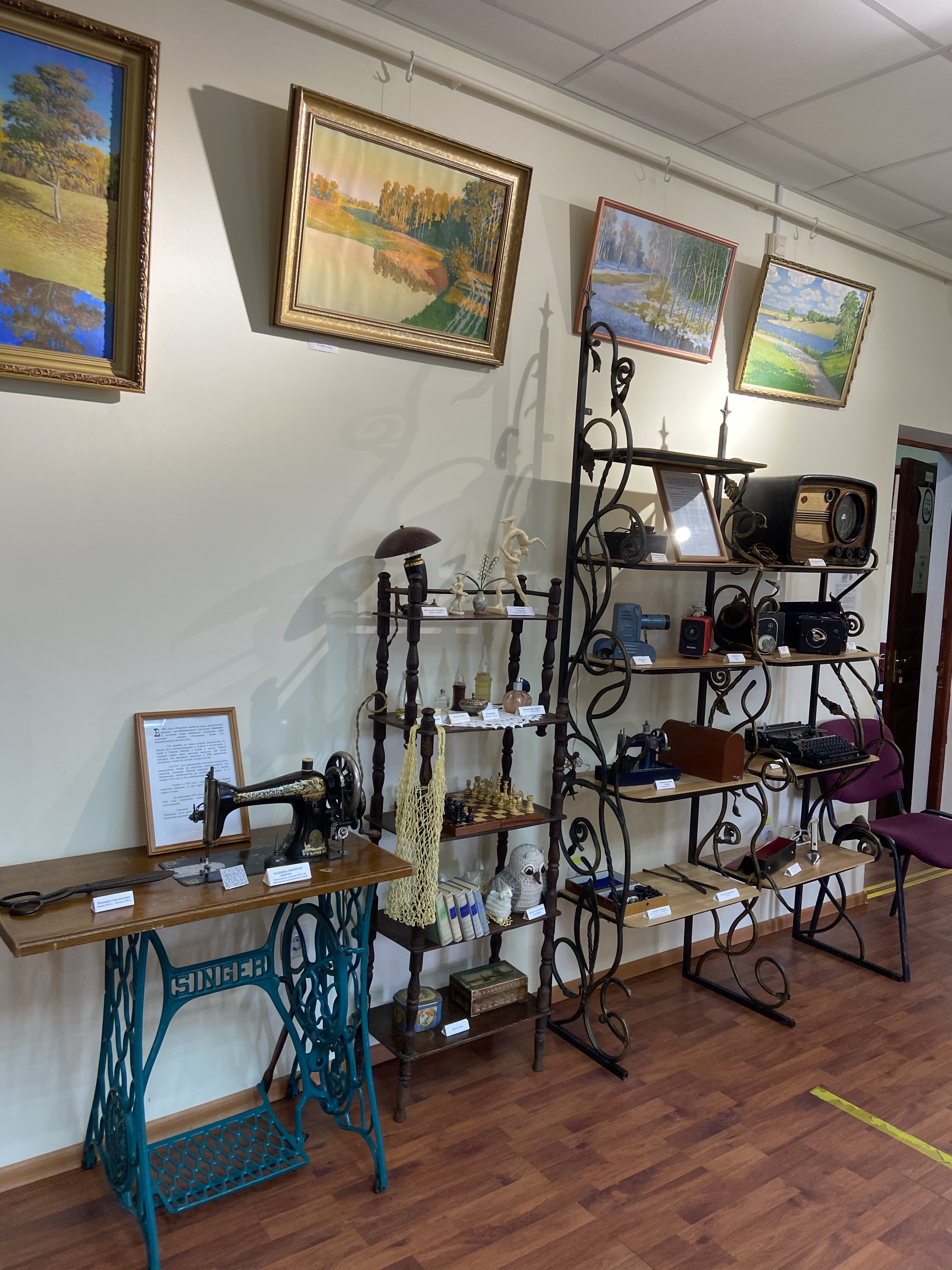
Техника советского периода. На стене — картины художника Юрия Константиновича Мочёнова.

## Экспонаты

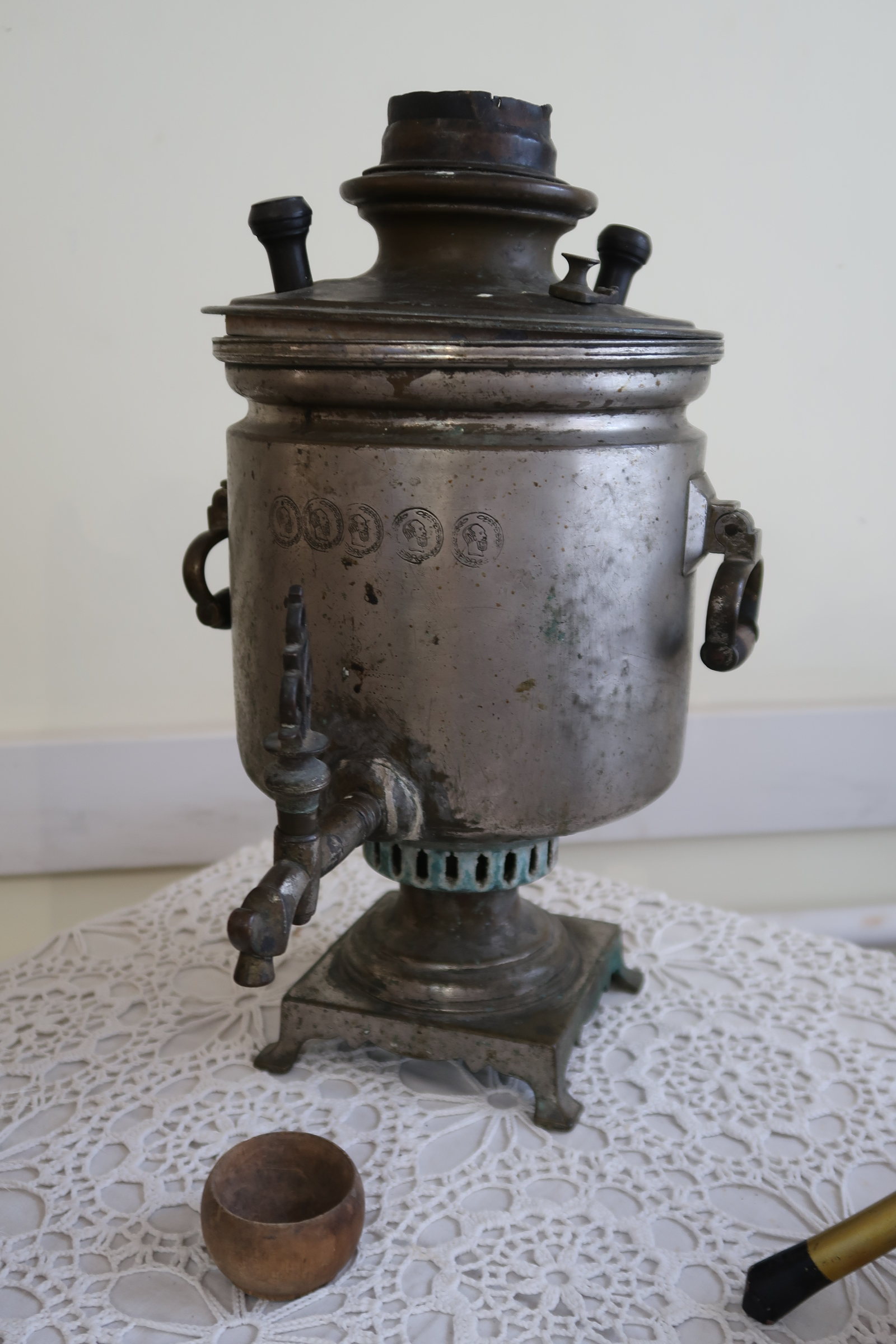
Самовар
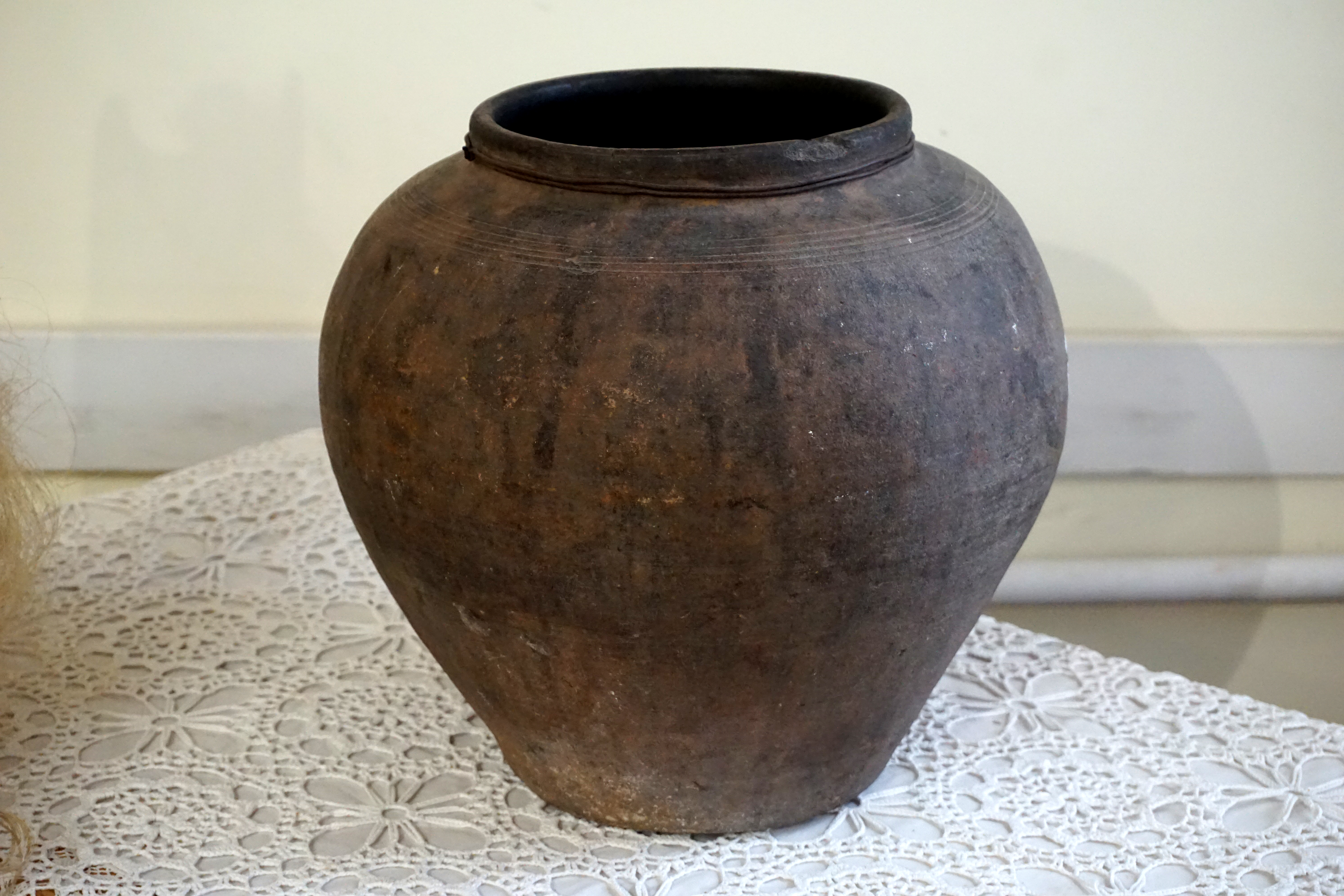
Корчага. Конец XIX — начало XX вв. Размеры: В — 34 см; горло — 22 см; дно —18 см; ту́лово — 64 см. Материал, техника: глина, ручная работа, лепка.
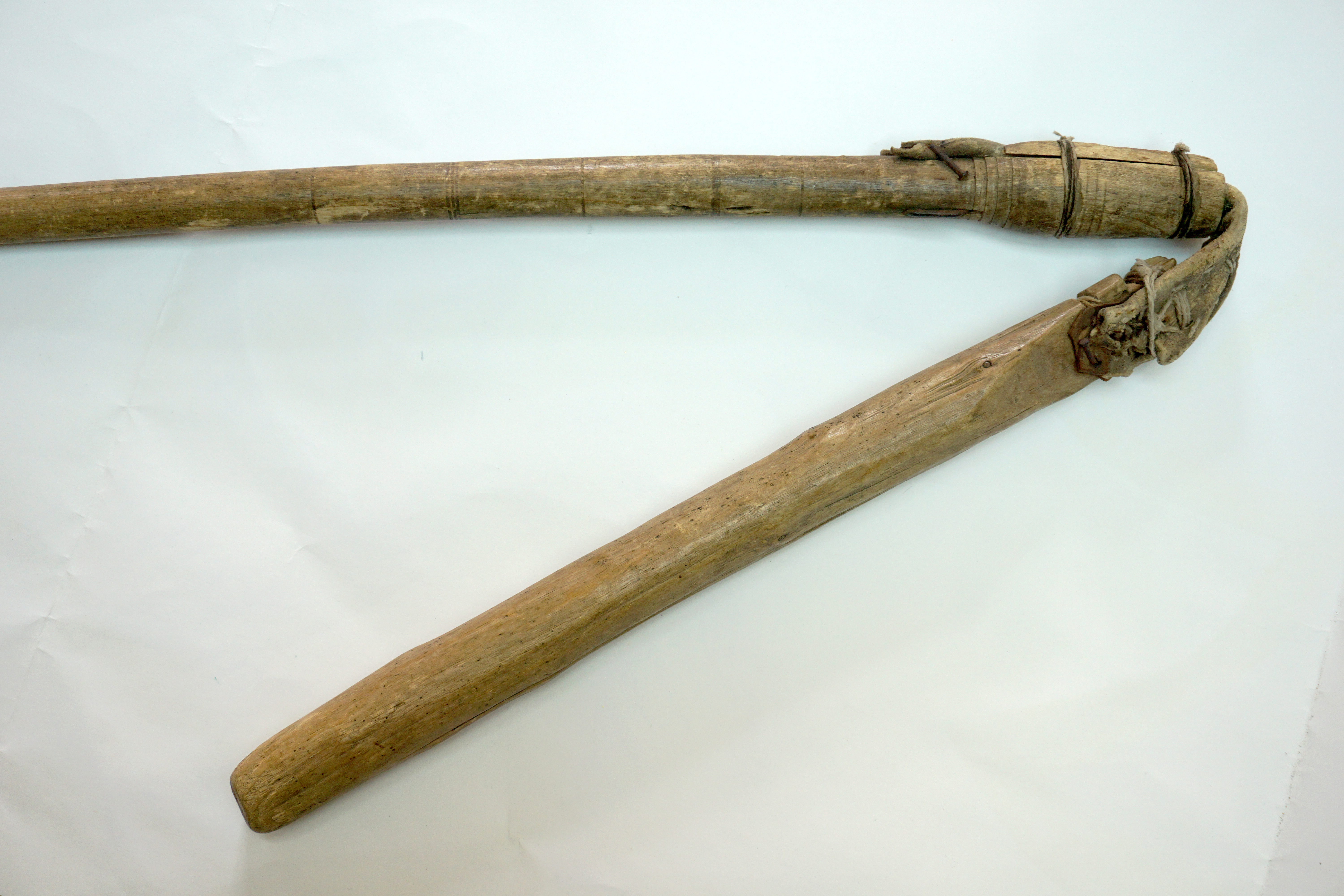
Цеп (фрагмент), из частного собрания.
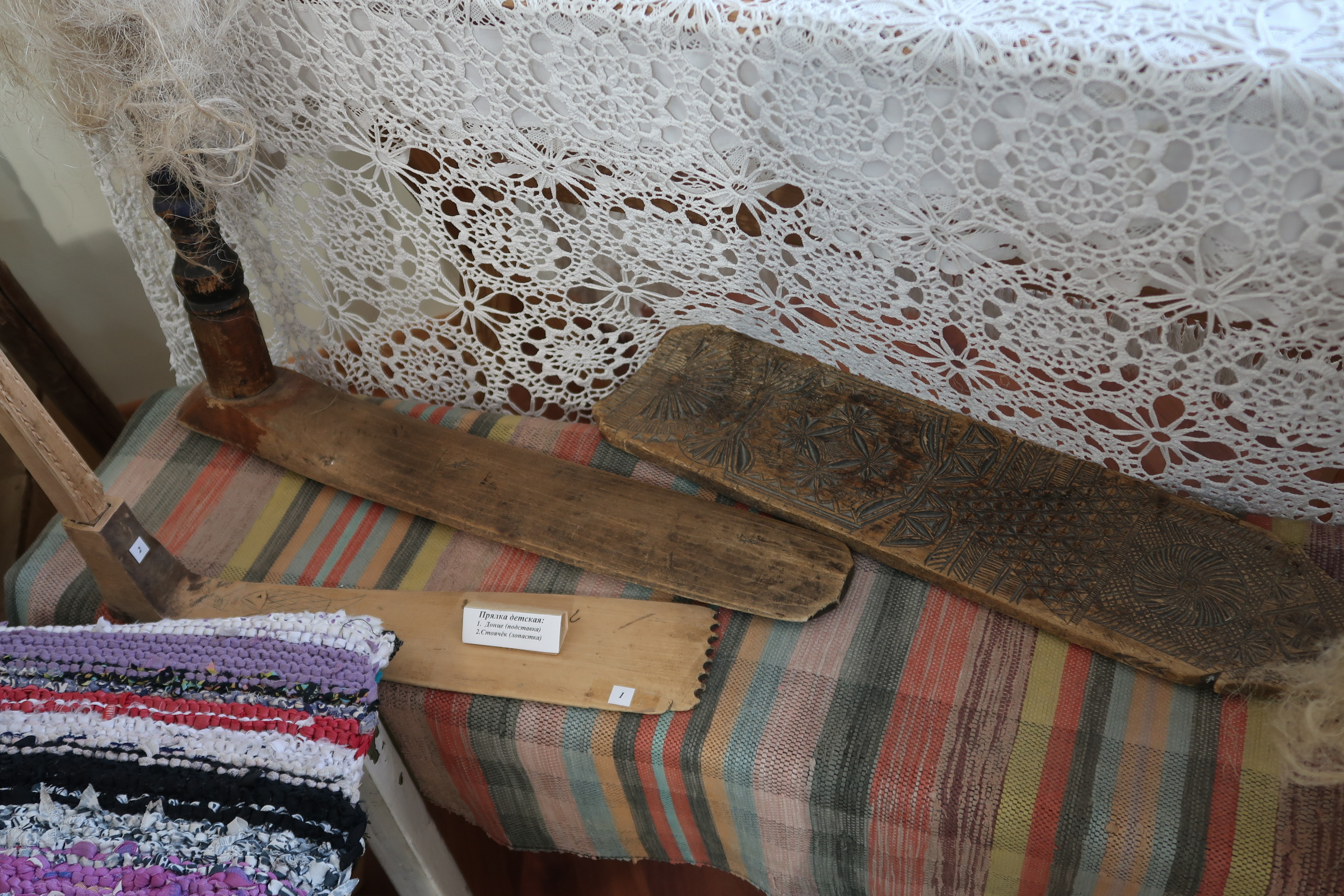
Прялка детская (на первом плане). Состоит из донца (подставки) и стоячка (лопастки).
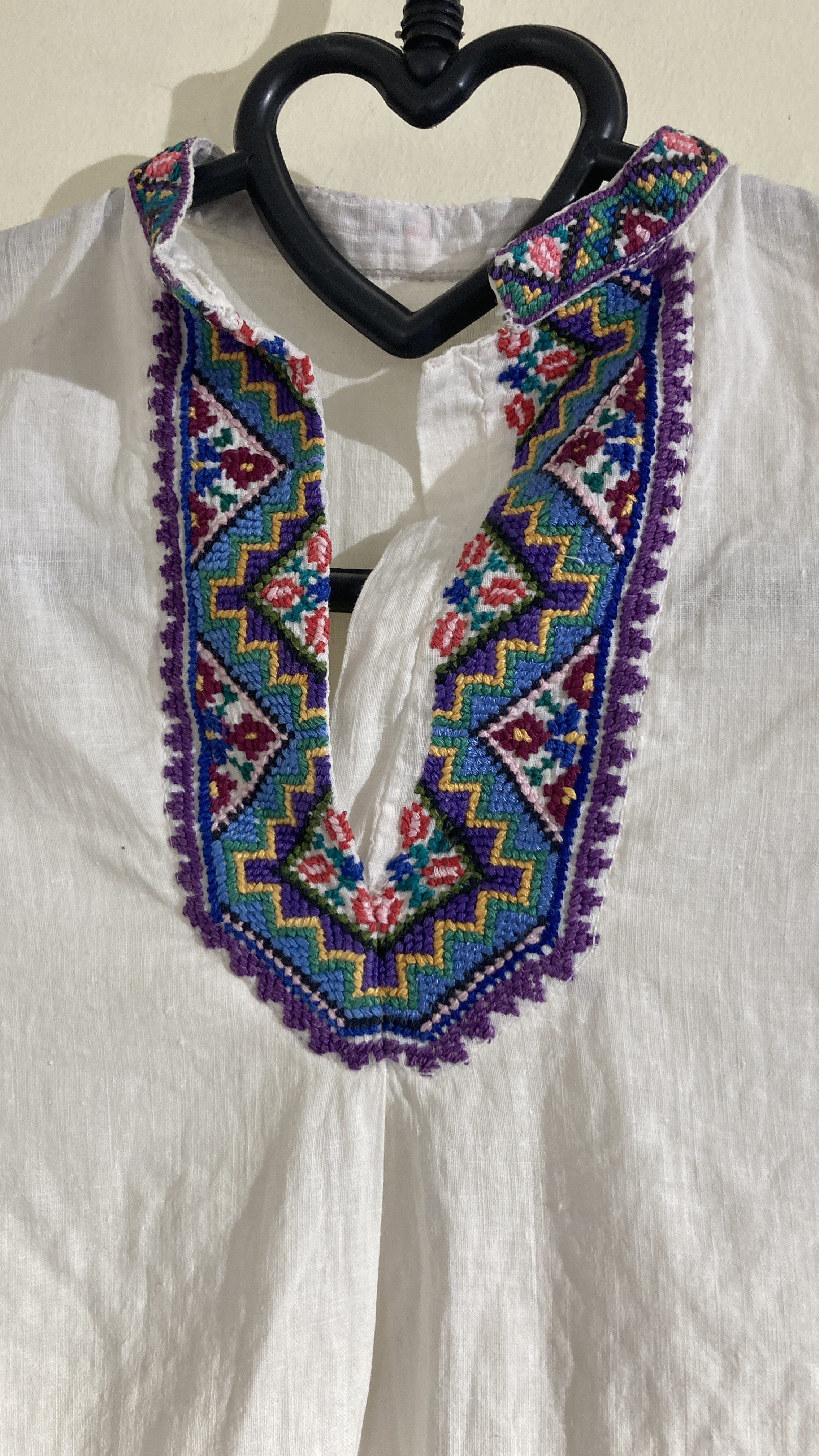
Оберег-орнамент горловины рубахи ребёнка.
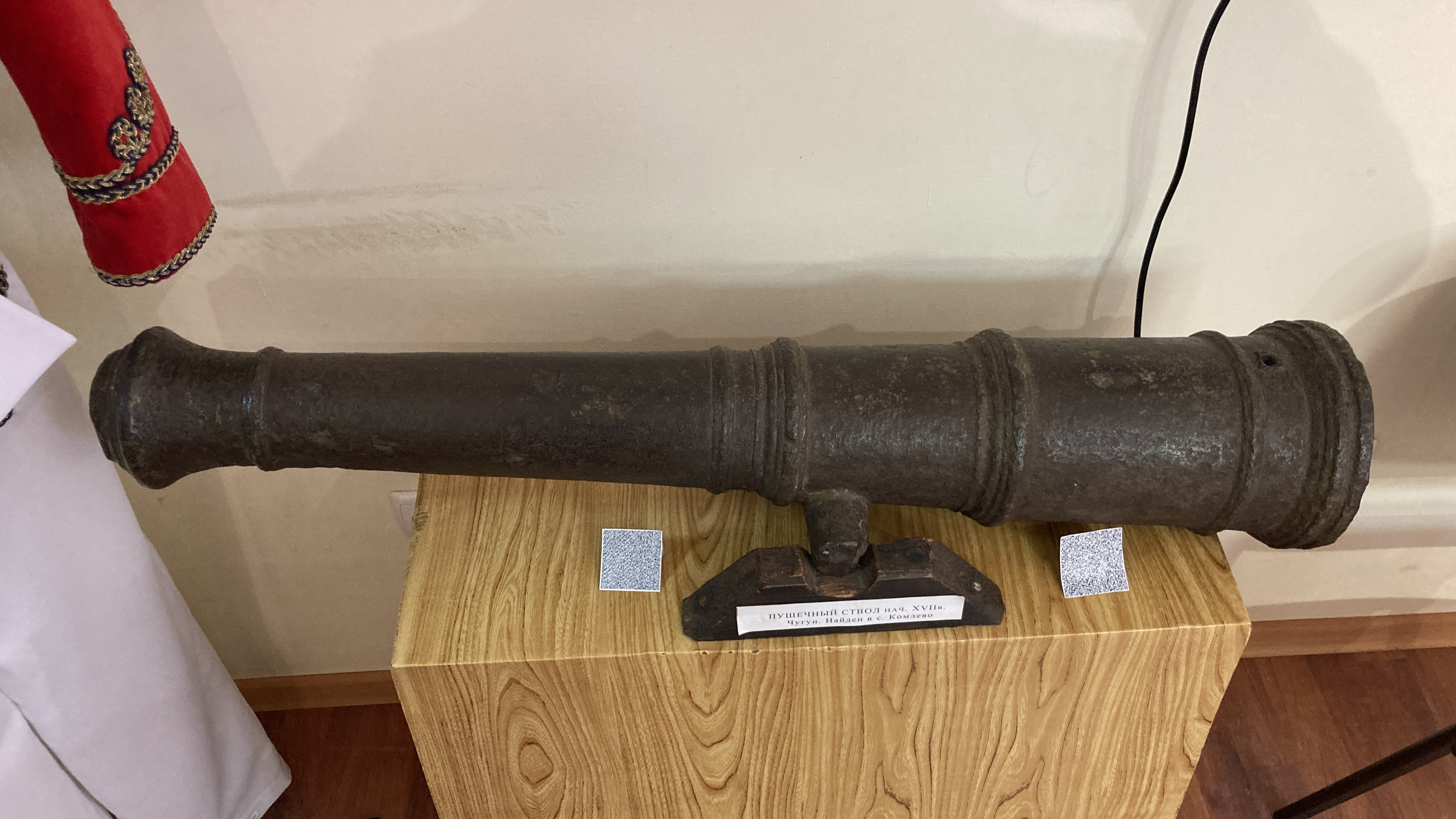
Пушечный ствол начала XVII века. Отечественная война 1812 года. Чугун. Найден в с. Комлево.
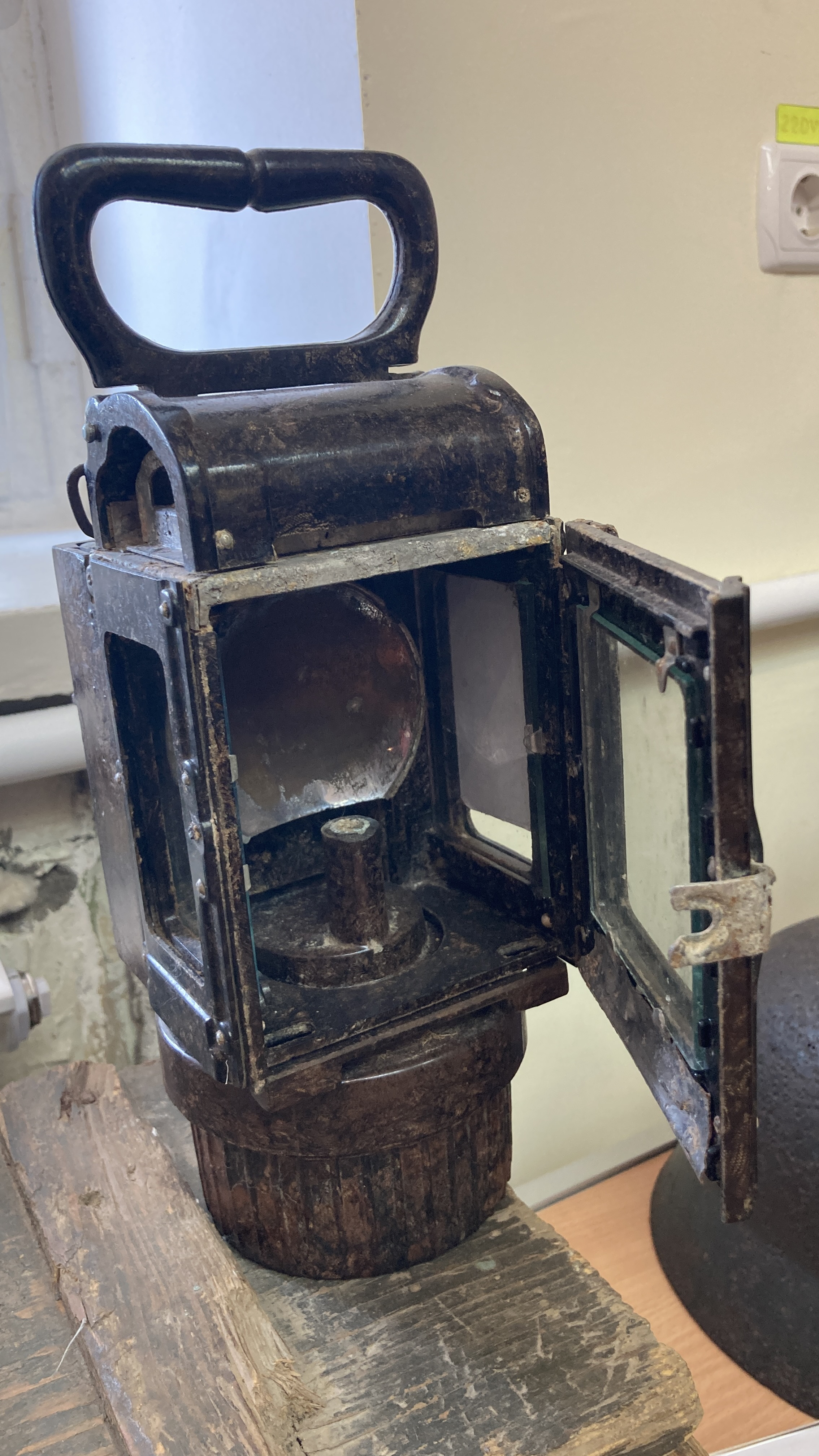
Карбидный сигнальный фонарь[24]. Военные фонари Второй мировой войны.
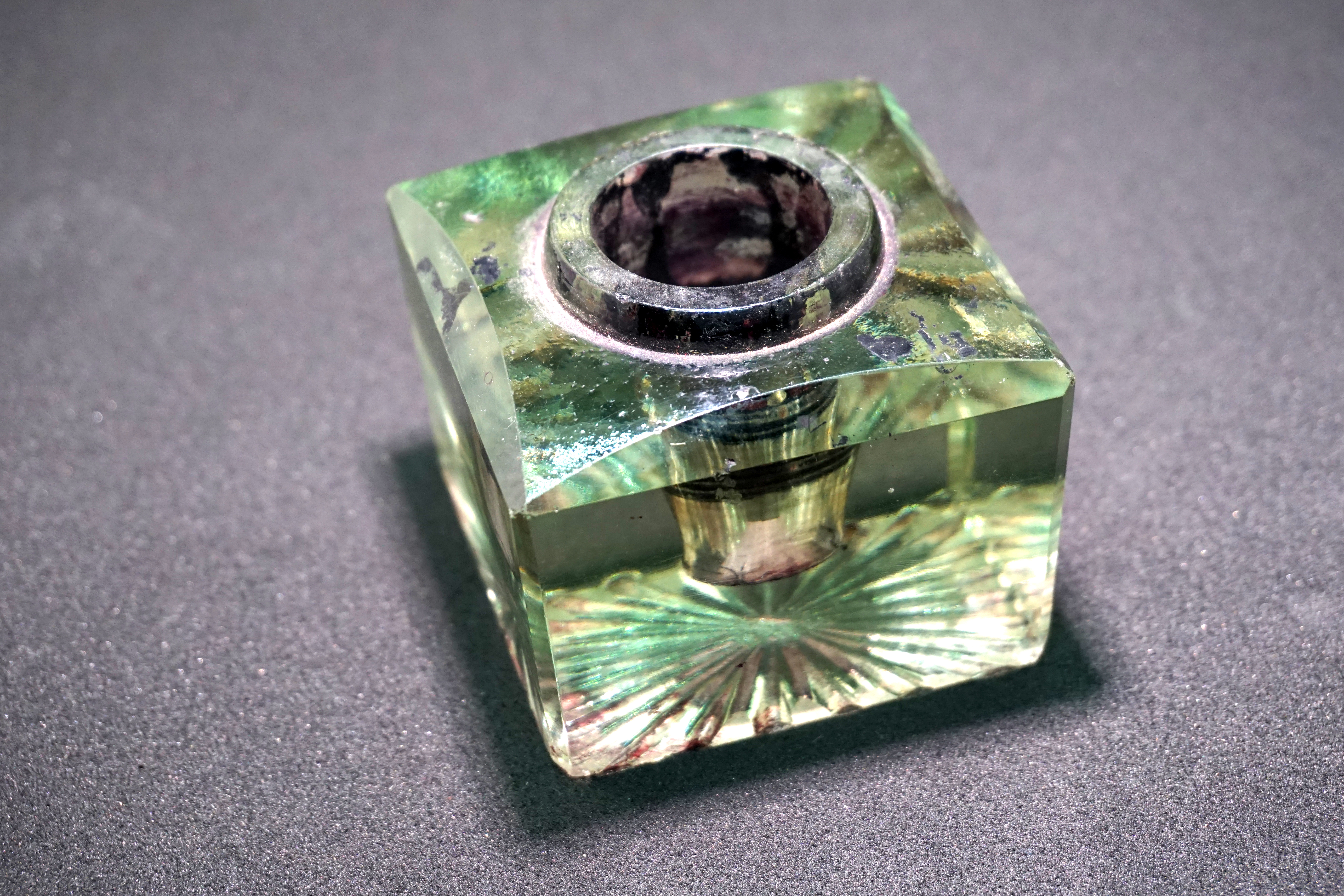
Чернильница[25]. Конец XIX — начало XX вв. Описание: форма куба,  сверху цилиндрическое отверстие для чернил, бока гладкие, низ — лучи от центра. Размеры: 4х4х4 см.  Материал, техника: стекло, фабричное производство, штамповка.
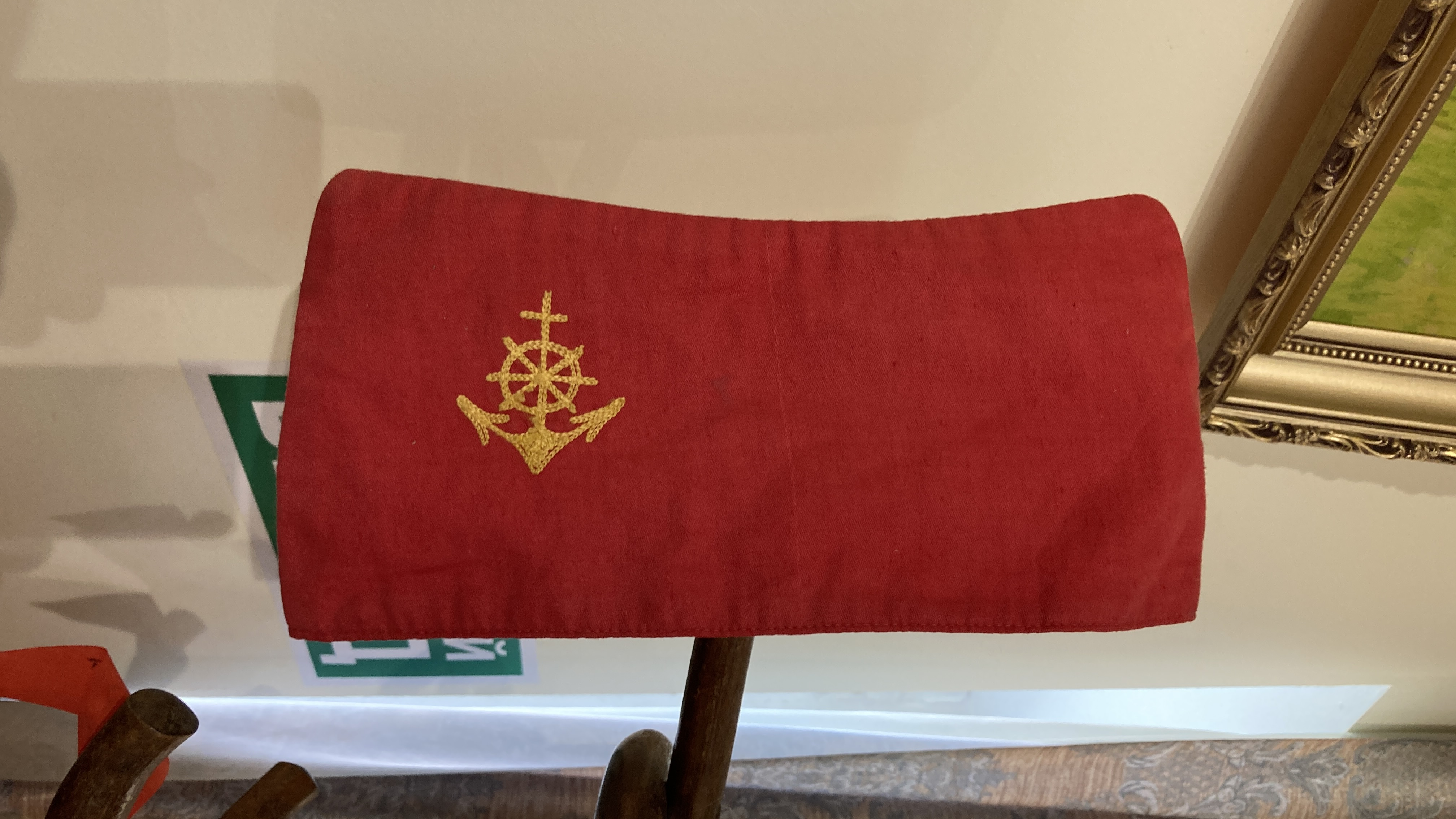
Пилотка пионерская неофициальная, СССР. 1960-е. Производились также пластиковые пилотки, в комплекте с погончиками. Пилотки продавались в магазинах детской одежды и канцтоваров, а пластиковые — и в отделах игрушек. Рисунки вышивались различные, цвета также были произвольные.